# Baron drzewołaz
Baron drzewołaz (wł. Il barone rampante) – powieść autorstwa Itala Calvina wydana w 1957, tego samego roku zdobyła nagrodę Viareggio. Pierwsze polskie wydanie ukazało się w 1964 w tłumaczeniu Barbary Sieroszewskiej.

## Opis
Akcja książki dzieje się w XVIII wieku w regionie Liguria w fikcyjnym miasteczku Omborosa. Jest to pełna przygód historia barona, który jako chłopiec, buntuje się przeciwko rodzinie, wchodzi na drzewo i postanawia nie zejść do końca życia. 

## Polska recepcja
Książka była inspiracją dla Cecylii Malik do przeprowadzenia akcji 365 Drzew.